# Allaire Peak
Allaire Peak är en bergstopp i Antarktis. Den ligger i Västantarktis. Nya Zeeland gör anspråk på området. Toppen på Allaire Peak är 1 900 meter över havet.
Terrängen runt Allaire Peak är kuperad västerut, men österut är den bergig. Trakten är obefolkad. Det finns inga samhällen i närheten. 